# Land Drainage Act
Land Drainage Act (avec ses variantes) est un titre abrégé utilisé en Nouvelle-Zélande et au Royaume-Uni pour légiférer en matière de drainage des sols.

## Liste

### Nouvelle-Zélande
- The Drainage Act 1881 (45 Vict No 27)
- The Drainage of Mines Act 1884 (48 Vict No 35)
- The Land Drainage Act 1893
- The Land Drainage Amendment Act 1894
- The Land Drainage Amendment Act 1898 (62 Vict No 30)
- The Land Drainage Act 1904 (4 Edw 7 No 13)
- The Land Drainage Amendment Act 1908 (8 Edw 7 No 249)
- The Land Drainage Amendment Act 1913 (4 Geo 5 No 31)
- The Land Drainage Amendment Act 1920 (11 Geo 5 No 56)
- The Land Drainage Amendment Act 1922 (13 Geo 5 No 5)
- The Land Drainage Amendment Act 1923 (13 Geo 5 No 42)
- The Land Drainage Amendment Act 1952 (No 47)
- The Land Drainage Amendment Act 1956 (No 7)
- The Land Drainage Amendment Act 1958 (No 73)
- The Land Drainage Amendment Act 1964 (No 95)
- The Land Drainage Amendment Act 1965 (No 90)
- The Land Drainage Amendment Act 1967 (No 87)
- The Land Drainage Amendment Act 1968 (No 88)
- The Land Drainage Amendment Act 1971 (No 106)
- The Land Drainage Amendment Act 1972 (No 74)
- The Land Drainage Amendment Act 1974 (No 93)
- The Land Drainage Amendment Act 1975 (No 83)
- The Land Drainage Amendment Act 1976 (No 97)
- The Land Drainage Amendment Act 1978 (No 102)
- The Land Drainage Amendment Act 1980 (No 118)
- The Land Drainage Amendment Act 1988 (No 69)

### Royaume-Uni
- The Land Drainage Act 1847 (10 & 11 Vict c 38)
- The Land Drainage Act 1861 (24 & 25 Vict c 133)
- The Land Drainage Act 1914 (5 Geo 5 c 4)
- The Land Drainage Act 1918 (8 & 9 Geo 5 c 17)
- The Land Drainage Act 1926 (16 & 17 Geo 5 c 24)
- The Land Drainage Act 1929 (20 Geo 5 c 8)
- The Land Drainage Act 1930 (en) (20 & 21 Geo 5 c 44)
- The Land Drainage Act 1961 (en) (9 & 10 Eliz 2 c 48)
- The Land Drainage (Amendment) Act 1976 (c 17)
- The Land Drainage Act 1976 (c 70)
- The Land Drainage Act 1991 (c 59)
- The Land Drainage Act 1994 (c 25)
- The Flood Prevention and Land Drainage (Scotland) Act 1997 (c 36)
- The Land Drainage (Scotland) Act 1847
- The Land Drainage (Scotland) Act 1930 (20 & 21 Geo 5 c 20)
- The Land Drainage (Scotland) Act 1941 (4 & 5 Geo 6 c 13)
- The Land Drainage (Scotland) Act 1958 (6 & 7 Eliz 2 c 24)
- The Inclosure and Drainage (Rates) Act 1833
- The Drainage Rates Act 1958 (6 & 7 Eliz 2 c 37)
- The Drainage Rates Act 1962 (10 & 11 Eliz 2 c 39)
- The Drainage Rates Act 1963 (c 10)
- The Private Money Drainage Act 1849
- The Lough Neagh and Lower Bann Drainage and Navigation Act (Northern Ireland) 1955 (c 15) (NI)
- The Lough Neagh Drainage (Amendment) Act (Northern Ireland) 1970 (c 7) (NI)

The Drainage and Improvement of Lands (Irlande) Acts 1863 to 1892 était le titre collectif des lois suivantes:
- The Drainage and Improvement of Lands Act (Ireland) 1863 (26 & 27 Vict c 88)
- The Drainage and Improvement of Lands Act (Ireland) 1864 (27 & 28 Vict c 72)
- The Drainage and Improvement of Lands Amendment Act (Ireland) 1865 (28 & 29 Vict c 52)
- The Drainage and Improvement of Lands Amendment Act (Ireland) 1869 (32 & 33 Vict c 72)
- The Drainage and Improvement of Lands Amendment Act (Ireland) 1872 (35 & 36 Vict c 31)
- The Drainage and Improvement of Lands Amendment Act (Ireland) 1874 (37 & 38 Vict c 32)
- The Drainage and Improvement of Lands (Ireland) Act 1878 (41 & 42 Vict c 59)
- The Drainage and Improvement of Lands (Ireland) Act 1880 (43 & 44 Vict c 27)
- The Drainage and Improvement of Land (Ireland) Act 1892 (55 & 56 Vict c 63)

The Drainage and Navigation (Irlande) Acts 1842 to 1857 était le titre collectif des lois suivantes :
- The Drainage (Ireland) Act 1842 (5 & 6 Vict c 89)
- The Drainage (Ireland) Act 1845 (8 & 9 Vict c 69)
- The Drainage (Ireland) Act 1846 (9 & 10 Vict c 4)
- The Drainage (Ireland) Act 1847 (10 & 11 Vict c 79)
- The Drainage and Improvement of Lands (Ireland) Act 1853 (16 & 17 Vict c 130)
- The Drainage and Improvement of Lands (Ireland) Act 1855 (18 & 19 Vict c 110)
- The Drainage (Ireland) Act 1856 (19 & 20 Vict c 62)
- The Public Works (Ireland) Act 1857 (20 & 21 Vict c 23)

The Public Money Drainage Acts 1846 to 1856 était le titre collectif des lois suivantes :
- The Public Money Drainage Act 1846 (9 & 10 Vict c 101)
- The Public Money Drainage Act 1847 (10 & 11 Vict c 11)
- The Public Money Drainage Act 1848 (11 & 12 Vict c 119)
- The Public Money Drainage Act 1850 (13 & 14 Vict c 31)
- The Public Money Drainage Act 1856 (19 & 20 Vict c 9)